# 체스키크룸로프구

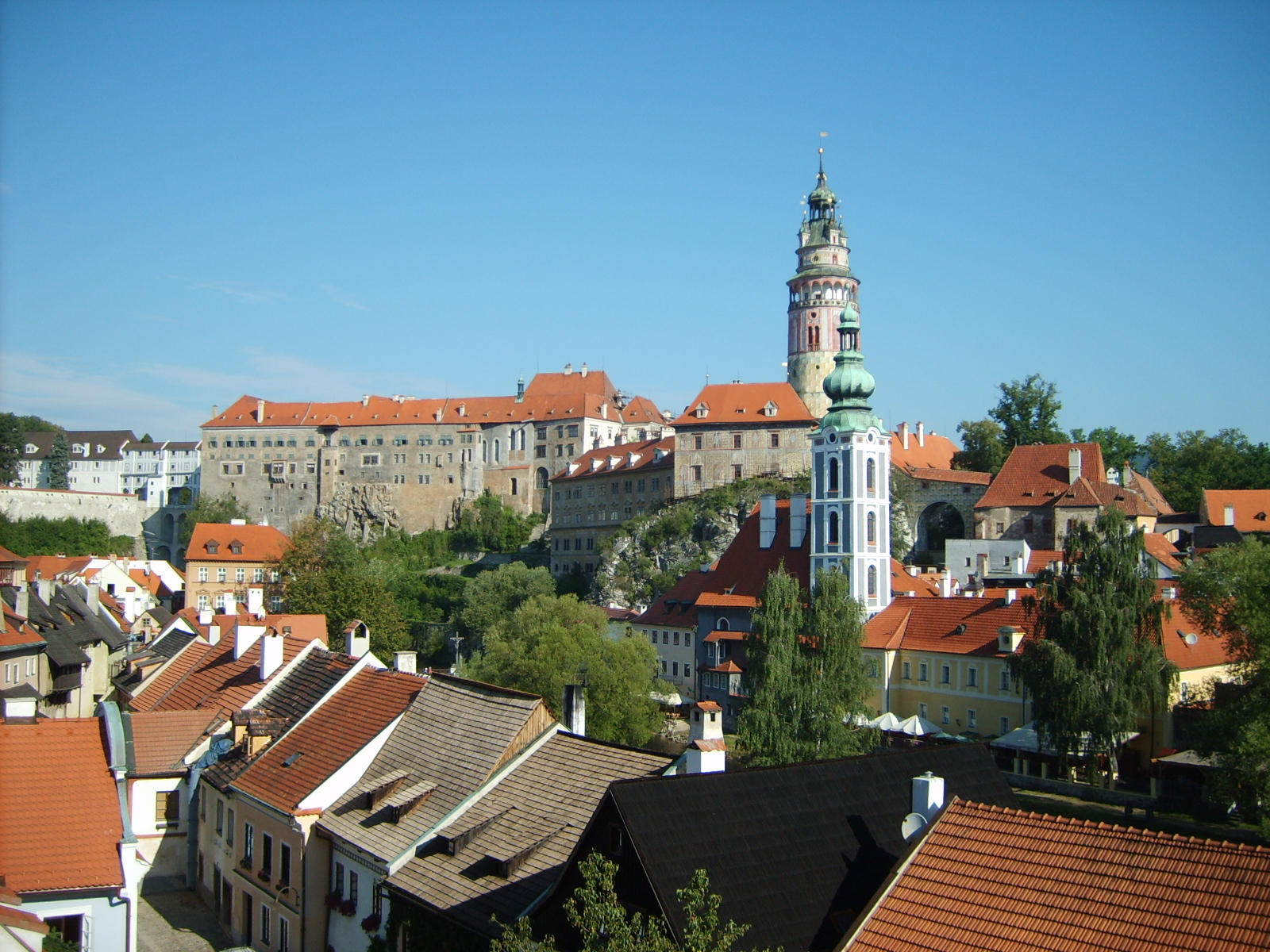
체스키크룸로프구의 행정 중심지인 체스키크룸로프

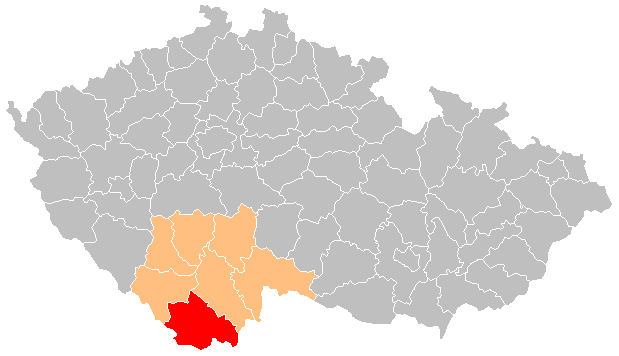
체스키크룸로프구의 위치

체스키크룸로프구(체코어: Okres Český Krumlov)는 체코 남보헤미아주를 구성하는 7개 구 가운데 하나로 행정 중심지는 체스키크룸로프이며 면적은 1,615.03km2, 인구는 61,381명(2019년 1월 1일 기준), 인구 밀도는 38명/km2이다.
남보헤미아주 남부에 위치하며 46개 지방 자치체(12개 시, 34개 마을)를 관할한다. 남보헤미아주 체스케부데요비체구, 프라하티체구와 접하며 남쪽으로는 오스트리아와 국경을 접한다.
1947년 설치된 볼레티체 군사지구(Vojenský újezd Boletice)가 구내에 존재한다.

## 사진

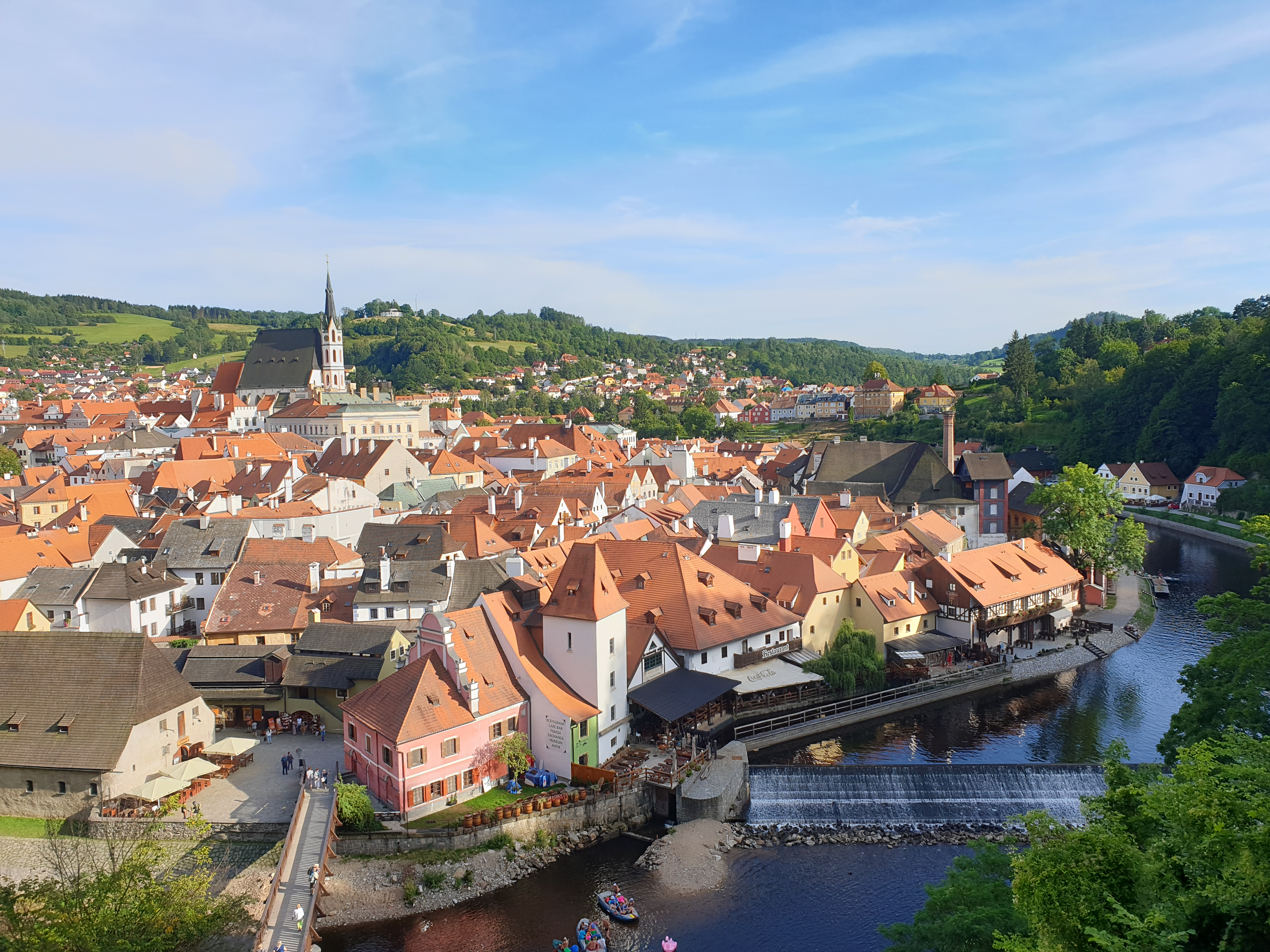
체스키크룸로프구의 중심 시가지를 바라본 모습
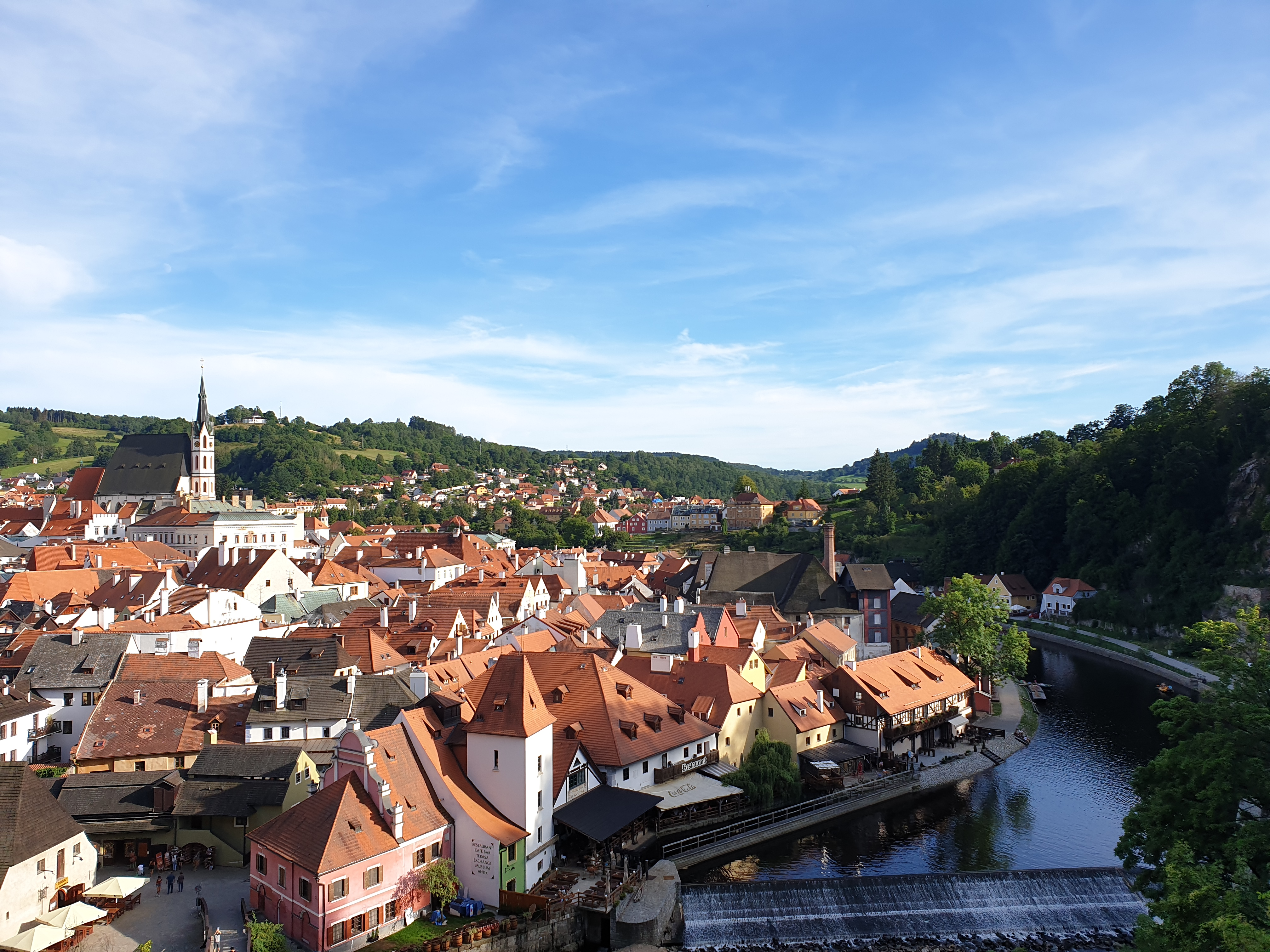
체스키크룸로프구의 중심 시가지를 바라본 모습
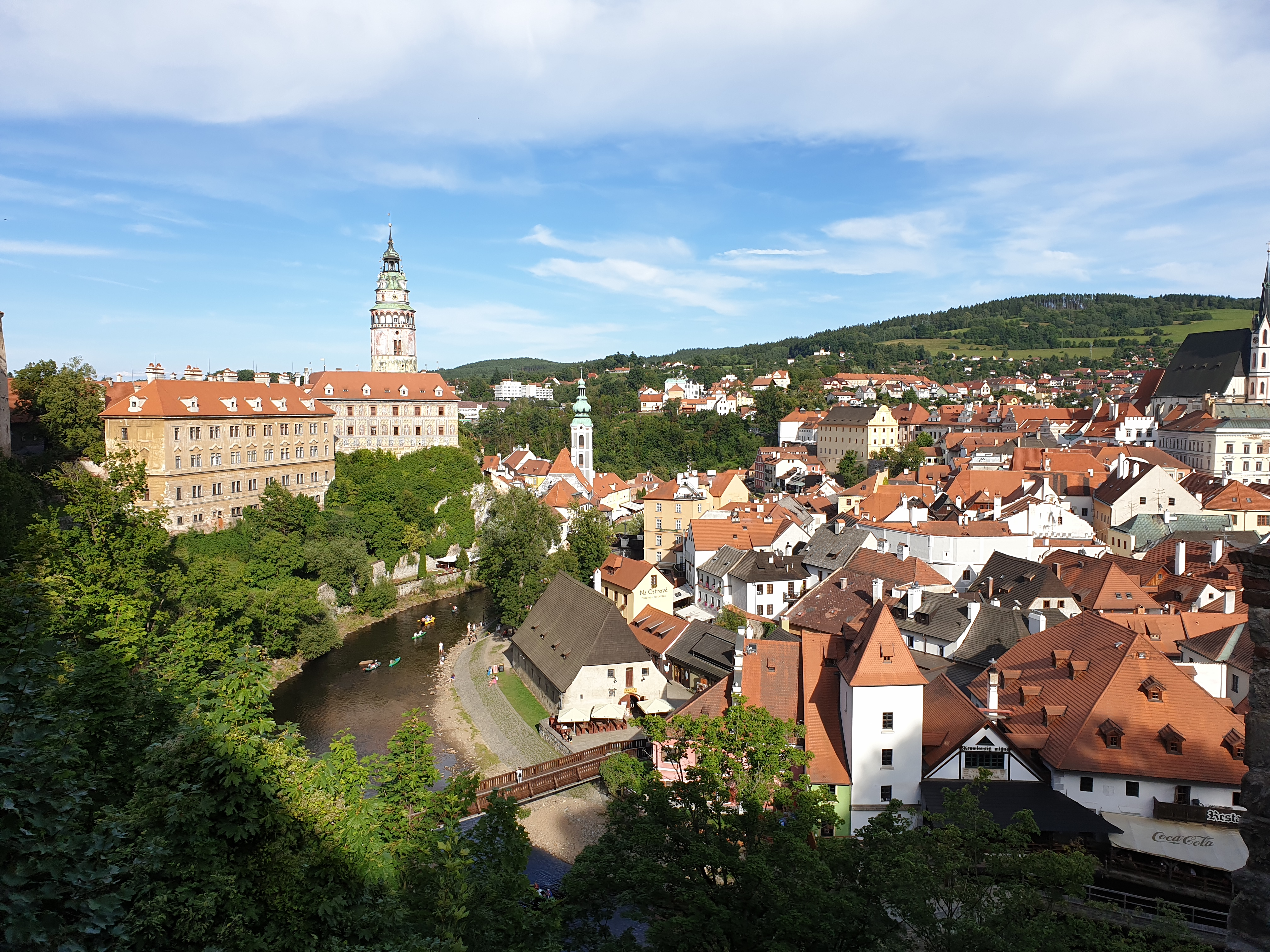
체스키크룸로프구의 중심 시가지를 바라본 모습
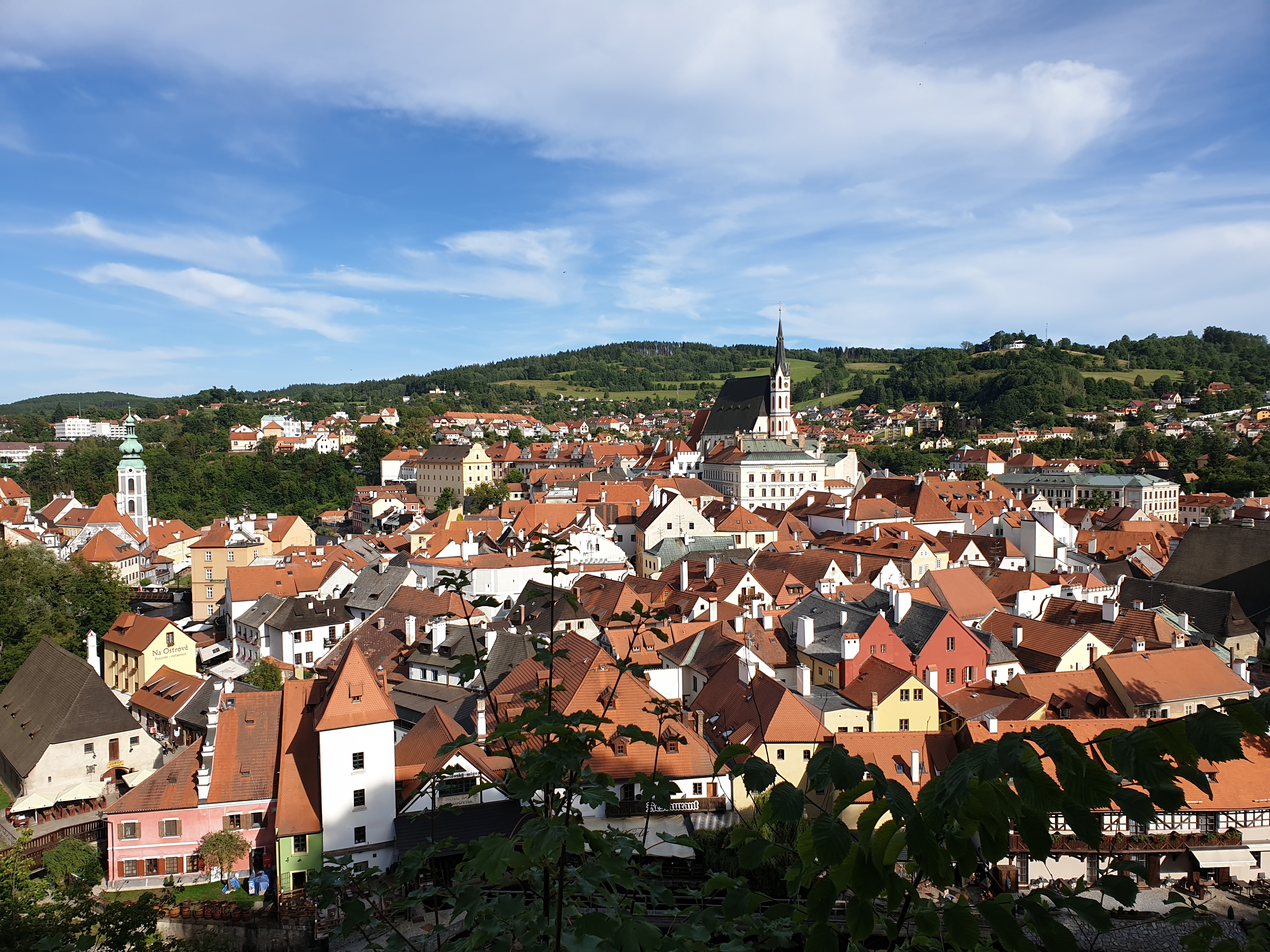
체스키크룸로프구의 중심 시가지를 바라본 모습